# Carl Eder
Carl Eder (* 19. April 1892 in Bischofszell; † 19. Juli 1965 in Davos) war ein Schweizer Politiker, Nationalrat und  thurgauischer Kantonsrat, sowie Präsident der Thurgauer Sektion der Katholisch-Konservativen Volkspartei.

## Leben
Carl Eder wurde am 19. April 1892 geboren als neuntes von zehn Kindern, sein Vater war Carl Joachim Eder und seine Mutter Carolina Keiser (aus Zug). Durch seinen Vater war Carl Eder der Enkel von Joachim Leonz Eder. 1895 zog die Familie nach St. Gallen, dort besuchte Carl die Schule. Nach seiner Matura studierte er Jura in Zürich, München und Heidelberg. Er promovierte 1917 mit der Dissertation «Die Verfassungsmässigkeit der kantonalen und kommunalen Monopolanstalten auf der Grundlage von Artikel 31 der schweizerischen Bundesverfassung». Er heiratete 1918 Erna Maria Kaiser und zog kurz danach nach Zürich. Am 1. Mai 1919 wurde er zum Sekretär des Thurgauischen Handels- und Industrievereins gewählt und zog nach Weinfelden.
Eder engagierte sich in Weinfelden als Gründer und Präsident der Museumsgesellschaft, war Präsident der Gemeindestube Weinfelden, die sinnvolle Freizeitbeschäftigung für Jugendliche anbot, und war aktives Mitglied des Verkehrs- und Verschönerungsvereins Weinfelden. Weiterhin beteiligte er sich bei der Gründung der Thurgauischen Kunstgesellschaft, sass im Vorstand von Pro Infirmis und gründete eine Stiftung zur Erhaltung des Gasthauses «zum Trauben». Mit seiner Frau Erna hatte er vier Söhne, er starb am 19. Juli 1965 am Krebs.
Anfang 1928 wurde er thurgauischer Kantonsrat für die Katholisch-Konservative Volkspartei, im Jahr 1942/43 präsidierte er den Grossen Rat. 1935 wurde er Nationalrat und 1941 Fraktionschef der Partei. Erst 1962 trat er von seinen Positionen (Kantonsrat, Fraktionschef und Nationalrat) zurück.